# Río Yacus
Der Río Yacus, alternativer Name Río Yácuy, ist ein 15 km langer linker Nebenfluss des Río Mantaro in der Provinz Jauja der Region Junín in Zentral-Peru. Zusammen mit dem Quellfluss Río Masma beträgt die Gesamtlänge 45 km.

## Flusslauf
Der Río Yacus entsteht am Zusammenfluss von Río Masma und Río Molinos. Er fließt anfangs 4 km nach Westen, nimmt den von Norden kommenden Río Huambo auf, und wendet sich im Anschluss nach Süden. Er verläuft entlang des östlichen Stadtrands der Provinzhauptstadt Jauja. Ab Flusskilometer 8 wendet sich der Río Yacus nach Südosten. Der Entwässerungskanal des Sees Laguna Paca, der gewöhnlich kein Wasser führt, trifft rechtsseitig auf den Río Yacus. Westlich des Unterlaufs befindet sich die Landebahn des regionalen Flughafens von Jauja. Die Mündung in den Río Mantaro liegt 6,5 km südöstlich vom Stadtzentrum von Jauja, westlich der Ortschaft Ataura auf einer Höhe von etwa 3330 m.

## Quellflüsse
Der Río Masma ist der 30 km lange linke Quellfluss. Er entspringt (⊙) in der peruanischen Zentralkordillere an der Ostflanke des Cerro Tucomachay auf einer Höhe von etwa 4650 m im Westen des Distrikts Apata. Der Río Masma fließt anfangs in Richtung Südsüdwest. Ab Flusskilometer 14 wendet er sich nach Westen und passiert die Ortschaften Masma Chicche und Masma. Auf den letzten 8 Kilometern fließt der Río Masma in Richtung Nordnordwest. Er passiert noch die Ortschaft Julcán und trifft schließlich auf den von Osten kommenden Río Molinos. Der Río Masma entwässert ein Areal von etwa 124 km².
Der Río Molinos, im Ober- und Mittellauf Quebrada Jarachanja, ist der 16 km lange rechte Quellfluss. Er entspringt in der peruanischen Zentralkordillere auf einer Höhe von etwa 4450 m (⊙). Das Quellgebiet befindet sich zentral im Distrikt Molinos. Der Río Molinos fließt anfangs nach Süden. Bei Flusskilometer 10 passiert er die Ortschaft Quero und wendet sich anschließend in Richtung Westsüdwest. Einen Kilometer oberhalb des Zusammenflusses mit dem Río Masma liegt das Distriktverwaltungszentrum Molinos südlich des Flusslaufs. Das Einzugsgebiet des Río Molinos umfasst den Südwesten des Distrikts Molinos und erstreckt sich über eine Fläche von ungefähr 84 km².

## Einzugsgebiet
Der Río Yacus entwässert ein Areal von 372 Quadratkilometern. Das Einzugsgebiet liegt an der Westflanke der peruanischen Zentralkordillere. Im Westen des Einzugsgebietes befindet sich der See Laguna Paca. Das Einzugsgebiet des Río Yacus grenzt im Westen an das des oberstrom gelegenen Río Mantaro, im Norden an das des Río Tarma, im Nordosten an das des Río Tulumayo sowie im Südosten und im Süden an das des Río Achamayo.

## Hydrometrie
Der mittlere Abfluss des Río Yacus liegt bei 3,11 m³/s. Die höchsten monatlichen Abflüsse treten im März mit einem mittleren Wert von 7,82 m³/s, die niedrigsten monatlichen Abflüsse im August mit 0,54 m³/s auf. Als Bezugsfläche wird ein Wert von 341 km² angegeben. Dieser ergibt sich durch Abzug des Teileinzugsgebietes der Laguna Paca, das keinen wesentlichen Beitrag zum Gesamtabfluss liefert.
Das folgende Diagramm zeigt die mittleren monatlichen Abflüsse des Río Yacus im Zeitraum 1988–2008.